# NGC 2783
NGC 2783 је елиптична галаксија у сазвежђу Рак која се налази на NGC листи објеката дубоког неба.
Деклинација објекта је + 29° 59' 35" а ректасцензија 9h 13m 39,4s. Привидна величина (магнитуда) објекта NGC 2783 износи 12,2 а фотографска магнитуда 13,2. NGC 2783 је још познат и под ознакама NGC 2783A, UGC 4859, MCG 5-22-19, CGCG 151-27, HCG 37A, KCPG 192B, PGC 26013.